# Felizata Wiktorowna Dorofejewa-Rybas
Felizata Wiktorowna Dorofejewa-Rybas (russisch Фелицата Викторовна Дорофеева-Рыбас, englisch Felitsata Dorofeeva-Rybas; * 20. Oktober 2009) ist eine russische Tennisspielerin.

## Karriere
Dorofeeva-Rybas begann mit fünf Jahren das Tennisspielen und spielt vor allem bei Turnieren der ITF Junior Tour und der ITF Women’s World Tennis Tour, wo sie bisher einen Titel im Doppel gewinnen konnte.

## Turniersiege

### Doppel
| Nr. | Datum        | Turnier | Kategorie | Belag | Partnerin            | Finalgegnerinnen                          | Ergebnis  |
| --- | ------------ | ------- | --------- | ----- | -------------------- | ----------------------------------------- | --------- |
| 1.  | 18. Mai 2024 | Antalya | ITF W15   | Sand  | Jekaterina Agurejewa | Jewgenija Burdina Anastassija Gretschkina | 7:65, 6:3 |